# Шульце, Манфред
Ма́нфред Шу́льце (нем. Manfred Schulze) — немецкий кёрлингист.
В составе мужской сборной ФРГ участник четырёх чемпионатов мира (лучший результат — седьмое место в 1975) и трёх чемпионатов Европы (лучший результат — четвёртое место в 1975).
Играл в основном на позициях второго и третьего.

## Команды
| Сезон   | Четвёртый      | Третий          | Второй           | Первый          | Турниры                             |
| ------- | -------------- | --------------- | ---------------- | --------------- | ----------------------------------- |
| 1972—73 | Клаус Канц     | Хайнц Келльнер  | Манфред Рёзген   | Манфред Шульце  | ЧМ 1973 (8 место)                   |
| 1974—75 | Клаус Канц     | Манфред Рёзген  | Манфред Шульце   | Адальберт Майер | ЧМ 1975 (7 место)                   |
| 1975—76 | Клаус Канц     | Манфред Шульце  | Манфред Рёзген   | Адальберт Майер | ЧЕ 1975 (4 место)                   |
| 1975—76 | Клаус Канц     | Манфред Рёзген  | Манфред Шульце   | Адальберт Майер | ЧМ 1976 (8 место)                   |
| 1976—77 | Клаус Канц     | Манфред Шульце  | Ханс Эстеррайхер | Ян Экхарт       | ЧЕ 1976 (7 место) ЧМ 1977 (8 место) |
| 1980—81 | Манфред Шульце | Балинт фон Бери | Манфред Рёзген   | Ralph Hubner    | ЧЕ 1980 (8 место)                   |

(скипы выделены полужирным шрифтом)